# MZKT-741351
Der MZKT-741351 (russisch МЗКТ-741351) ist ein Schwerlasttransporter des belarussischen Herstellers Minski Sawod Koljosnych Tjagatschei (russisch Минский завод колёсных тягачей, kurz MZKT bzw. МЗКТ). Er wurde in den 2010er-Jahren primär für das Militär der Vereinigten Arabischen Emirate entwickelt.
Der Frontlenker ist in Kombination mit einem Sattelauflieger und einem Anhänger für Nutzlasten von 136 Tonnen bzw. einem Gesamtgewicht von fast 211 Tonnen bei einer Gesamtlänge von über 42 Metern ausgelegt.

## Konzeption

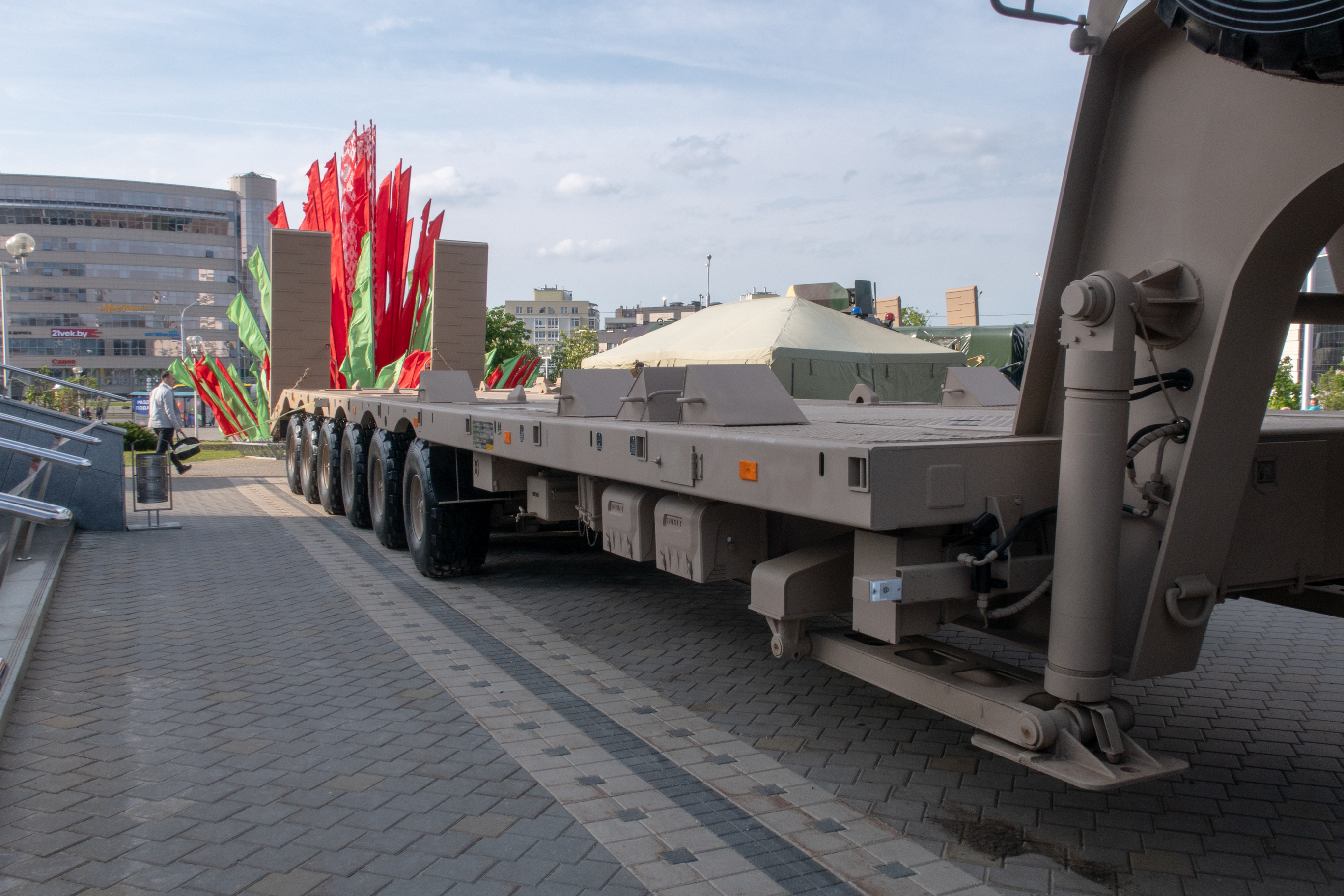
Der Sattelauflieger MZKT-999421

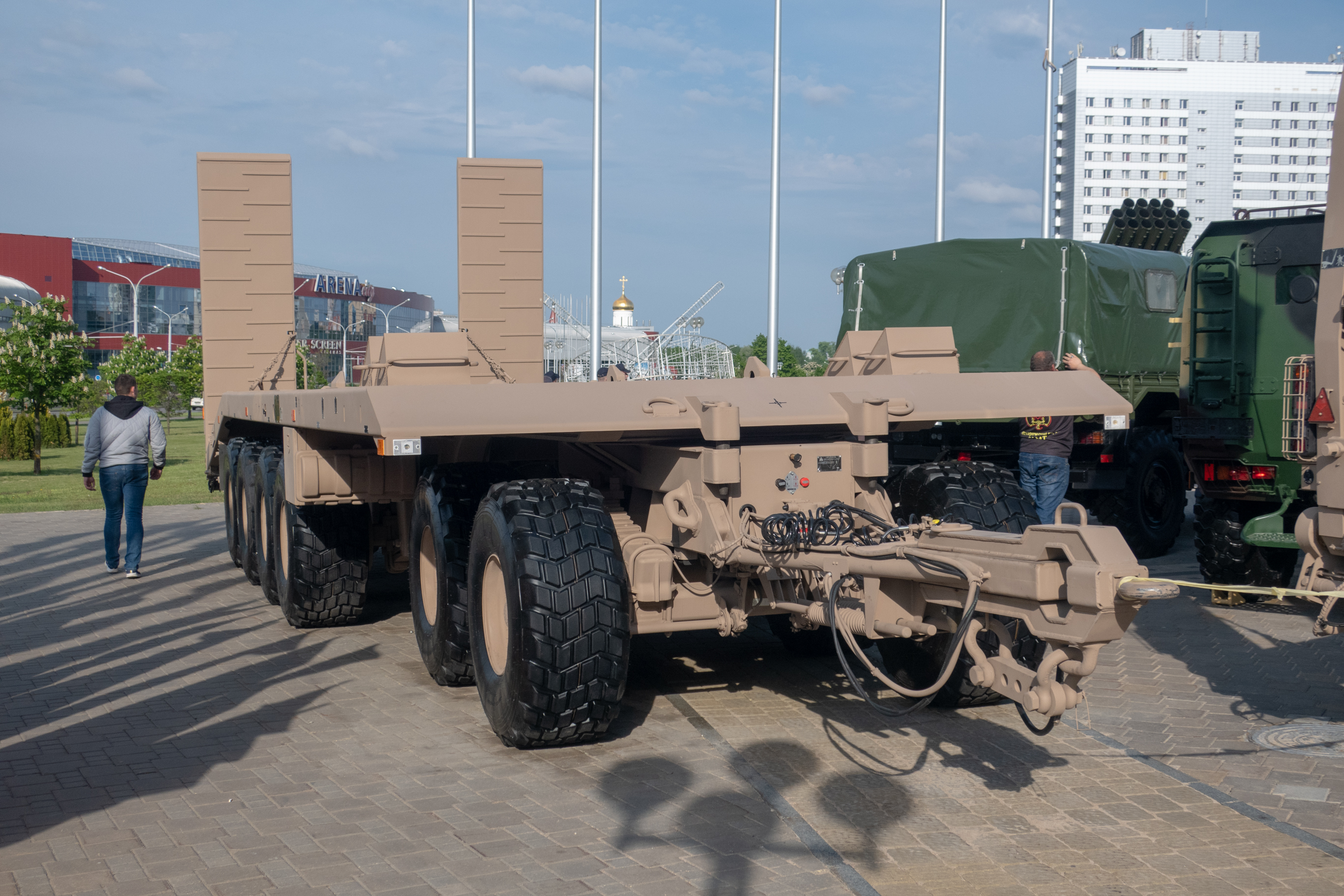
Der Anhänger MZKT-837211

Der MZKT-741351 ist ein geländegängiger Panzertransporter mit der Radformel 8×8, der hinsichtlich Motorisierung und Konzeption wesentlich auf das Vorgängermodell MZKT-74135 zurückgreift. Der Lkw wird mit zwei Anhängern angeboten, die hintereinander gekoppelt von der Zugmaschine gezogen werden. Dabei handelt es sich um Sattelauflieger MZKT-999421 (Zuladung 76 Tonnen) und um den Anhänger MZKT-837211 (Zuladung 60 Tonnen). Auf diese Weise können insgesamt 136 Tonnen transportiert werden, das heißt ein Kampfpanzer und zwei Schützenpanzer/Mannschaftstransportwagen oder zwei Kampfpanzer oder Bergepanzer.
Der erste Prototyp dieses Panzertransporters wurde 2016 vorgestellt und speziell auf die Anforderungen der Vereinigten Arabischen Emirate (VAE) abgestimmt. Das Heer der VAE verwendet bereits das Vorgängermodell MZKT-74135, ist offenbar aber auch am MZKT-741351+999421+837211 interessiert.
Die Sattelzugmaschine wird von einem wassergekühlten Caterpillar-C18-Dieselmotor angetrieben, der hinter dem Fahrerhaus angeordnet ist. Dabei verteilt sich die Leistung über ein Allison-Automatikgetriebe auf alle vier Achsen, von denen die ersten beiden als Lenkachsen ausgeführt sind. Die Breite des Sattelaufliegers MZKT-999421 ist variabel einstellbar, sie reicht von 3650 mm bis 4650 mm. Zum Bergen und Verladen hat der MZKT-741351 zwei Seilwinden mit 100 m Seillänge und einer maximalen Zugkraft von 250 kN pro Winde.
Die viertürige Kabine des Panzertransporters bietet Platz für Fahrer und acht weitere Personen. So kann das Fahrzeug einige Besatzungsmitglieder der transportierten Fahrzeuge mitführen. Alternativ kann die Sitzanordnung in drei Sitze und zwei Schlafplätze umgewandelt werden.

## Technische Daten
Für den MZKT-741351 mit Sattelauflieger MZKT-999421 und Anhänger MZKT-837211.
- Motor: Sechszylinder-Viertakt-Reihendieselmotor
- Motortyp: C18 von Caterpillar mit Abgasturbolader und Ladeluftkühler
- Hubraum: 18,1 l
- Leistung: 812 PS (597 kW) bei 2100 min−1
- Getriebe: Automatikgetriebe, 6 Vorwärts- und 2 Rückwärtsgänge
- Getriebetyp: Allison M6620AR
- Höchstgeschwindigkeit:
  - leer: 70 km/h
  - voll beladen: 60 km/h
- Sitzplätze: 8+1, zwei Schlafgelegenheiten
- Antriebsformel: 8×8
- Länge: 10.300 mm
- Länge des Lastzugs: 42.000 mm
- Breite: 3180 mm
- Höhe: 4250 mm
- Radstand: 2250 + 2750 + 1700 mm
- Wendekreis: 28 m
- Leergewicht Zugmaschine: 28.800 kg
- Nutzlast: 76.000 kg + 60.000 kg
- zulässiges Gesamtgewicht: 210.800 kg